# Thüringer Ministerium für Digitales und Infrastruktur
Das Thüringer Ministerium für Digitales und Infrastruktur (TMDI) ist eines der neun Ministerien des Freistaats Thüringen. Es hat seinen Sitz in der Werner-Seelenbinder-Straße 8 am Südrand von Erfurt in der Nachbarschaft der meisten anderen Ministerien. Das Ministerium wird von Steffen Schütz geleitet. Als Staatssekretäre stehen ihm Tobias J. Knoblich und Milen Starke zur Seite.

## Geschichte
Es ist das jüngste Ministerium im Freistaat und entstand 2004 aus den Bereichen Bau, Verkehr und Raumplanung des damaligen Thüringer Ministerium für Wirtschaft, Arbeit und Technologie unter dem Namen Thüringer Ministerium für Bau, Landesentwicklung und Verkehr.

## Geschäftsbereiche
Das Ministerium gliedert sich in fünf Abteilungen:
- Abt. 1: Zentralabteilung
- Abt. 2: Städte- und Wohnungsbau, Staatlicher Hochbau
- Abt. 4: Verkehr und Straßenbau, Bodenmanagement und Geoinformation
- Abt. 5: Strategische Landesentwicklung, Demografie und Forsten[1]

Nachgeordnete Behörden sind:
- Thüringer Landesamt für Bau und Verkehr
- Thüringer Landesamt für Bodenmanagement und Geoinformation

Die zum Geschäftsbereich des Ministeriums gehörende Forstverwaltung nimmt seit 1. Januar 2012 die selbständige Anstalt öffentlichen Rechts ThüringenForst wahr.
Anfang 2019 wurde die Nahverkehrsservicegesellschaft Thüringen mbH aufgelöst und als Referat in das Thüringer Landesamt für Bau und Verkehr eingegliedert. Die Landesregierung erhofft sich davon finanzielle Einsparungen.

## Weblinks

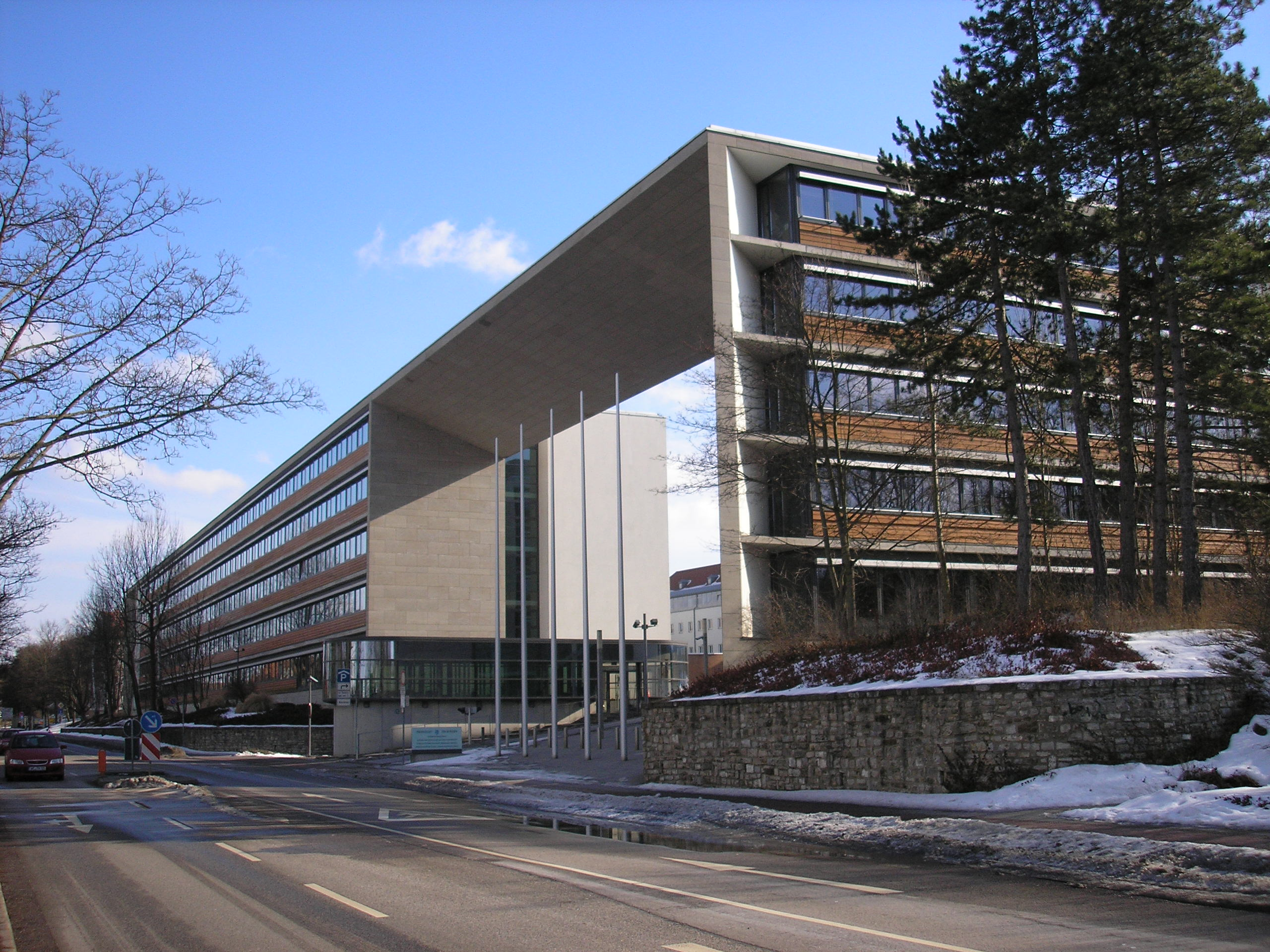
Ministeriumskomplex in der Werner-Seelenbinder-Straße, Erfurt